# Kasteel Genhoes (Valkenburg)
Kasteel Genhoes is een kasteel in de Nederlands-Limburgse plaats Oud-Valkenburg in de gemeente Valkenburg aan de Geul. Het van oorsprong middeleeuwse kasteel ligt ingebed in het fraaie landschap van het Geuldal, iets ten noorden van de provinciale weg 595. Het kasteel is een rijksmonument en maakt deel uit van het rijksbeschermd gezicht Oud Valkenburg. Het is tevens onderdeel van het Buitengoed Geul & Maas.

## Geschiedenis

### Herkomst naam

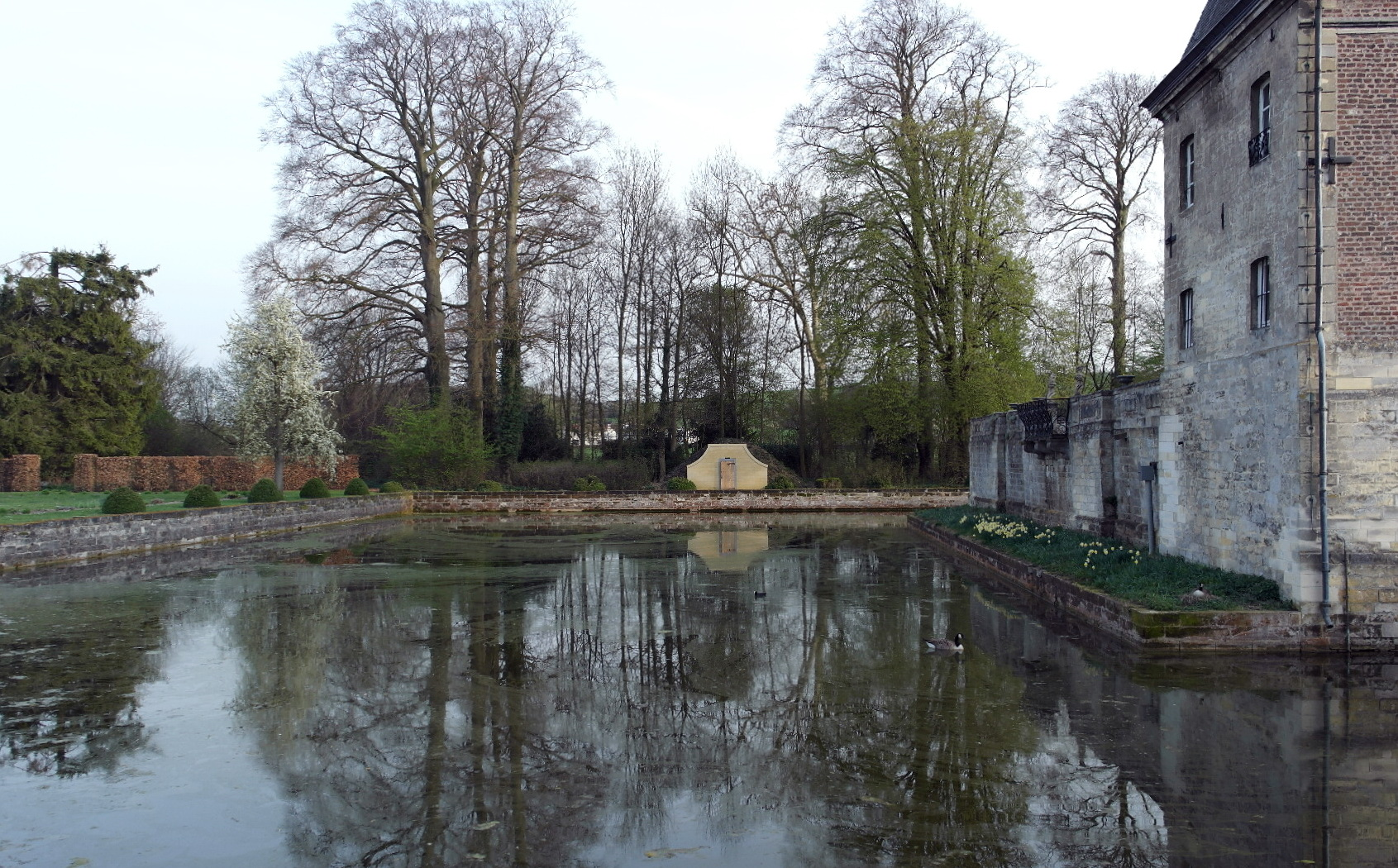
Kasteelgracht en tuin

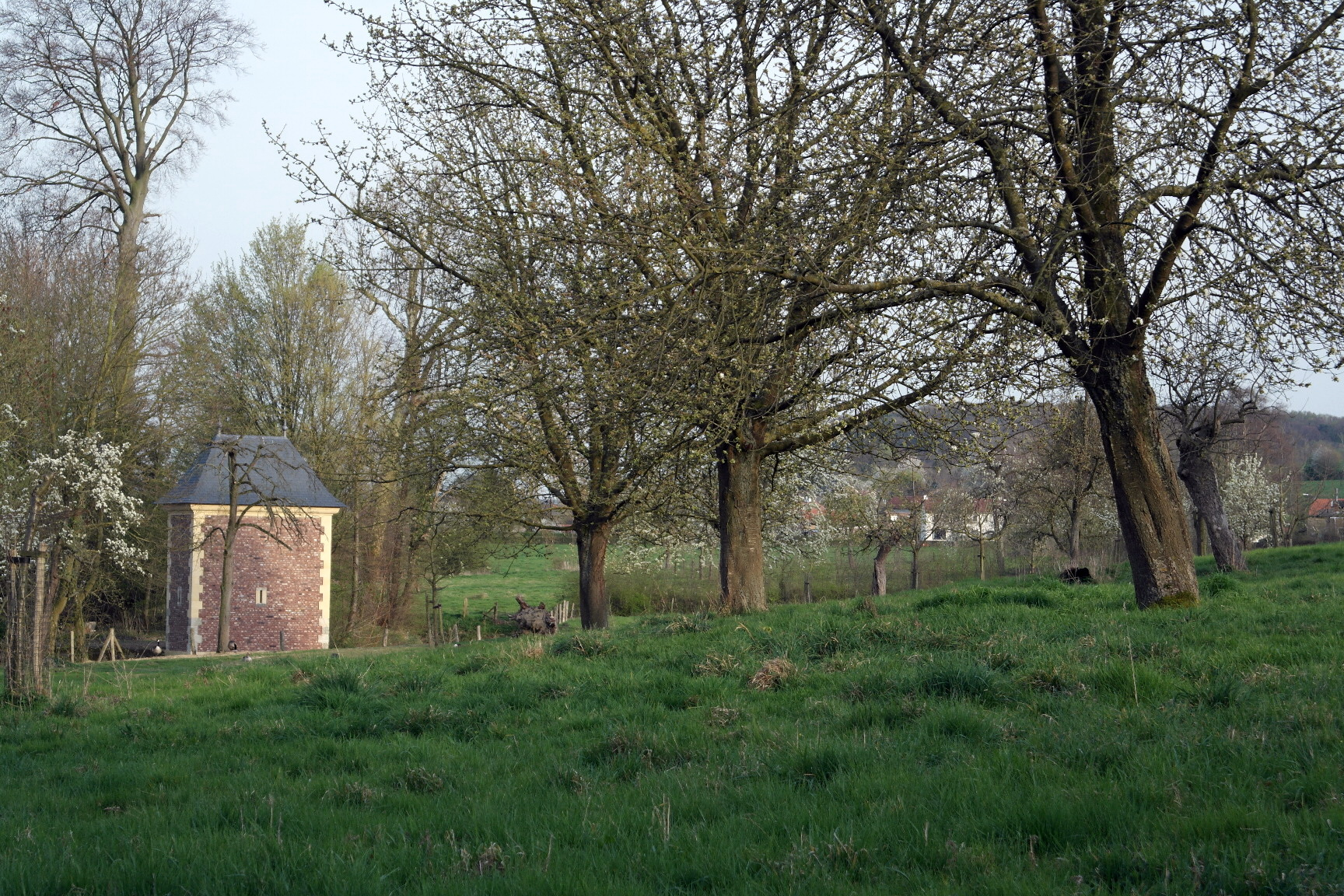
Eendenhuis en kasteelomgeving

Het is mogelijk dat op de plaats van het huidige kasteel de oorspronkelijke burcht van de ridders van Valkenburg heeft gestaan, voordat deze rond het jaar 1115 het Kasteel Valkenburg bouwden op de Heunsberg in de plaats die thans Valkenburg heet. In dat geval zou kasteel Genhoes het stamkasteel van de heren van Valkenburg zijn geweest. Genhoes betekent: 'het huis'. Deze benaming treffen we ook vaak aan bij andere adellijke huizen in Limburg. In de 11e eeuw was Genhoes letterlijk: het huis te Oud-Valkenburg.

### Bouw- en bewoningsgeschiedenis
Of de geschiedenis van kasteel Genhoes daadwerkelijk tot de 11e of 12e eeuw is terug te voeren, kan voorlopig niet met zekerheid worden aangetoond, hoewel een akte van keizer Hendrik III uit 1041 melding maakt van de 'villa Falchenberg'. Het eerste vaststaande jaartal uit de geschiedenis van Oud-Valkenburg is het jaar 1381, toen Johan van Hulsberg en Johan van Aldenvalckenborgh genoemd werden als eigenaars van de 'hof' Oud-Valkenburg. Of dit toen al een kasteel betrof is onduidelijk. In 1475 werd Johan van Ghoor, heer van Eys, door vererving eigenaar van het goed. Zijn zoon Herman liet het bezit in 1535 na aan Johan van Streithagen, die getrouwd was met Maria van Goor. Deze bouwde tussen 1540 en 1560 het kasteel, zoals dit nog ten dele bestaat. Dit gebouw, met drie vleugels en een voorburcht, is terug te zien in geschematiseerde vorm op de kaart die Jacob van Deventer in 1555 tekende. Tijdens een van de belegeringen aan het begin van de Tachtigjarige Oorlog werd het kasteel verwoest (waarschijnlijk door Alexander Farnese in 1578 of 1579), net als veel andere kastelen in het Maasland. Rond 1600 werd het door de toenmalige bezitters, de Van Streithagens, herbouwd. Een lid van de familie Hoen van Hoensbroeck erfde het als schoonzoon van de familie.
Een Letse maarschalk in dienst van de Oostenrijkse keizer, Georg baron von Tunderfeld (1688–1748), was de volgende eigenaar. Na de dood van de maarschalk werd het kasteel gekocht door de Akense lakenfabrikant Leonard Thimus. Deze liet het kasteel moderniseren en voegde de noordvleugel en de huidige economiegebouwen toe. Zijn dochter trouwde met ene Pelser en hun nazaten bleven gedurende anderhalve eeuw, tot begin 20e eeuw, de vaste bewoners. Van deze nazaten bleven uiteindelijk vier ongetrouwde zusters over, waarvan jonkvrouwe Pelser-Berensberg tot 1929 de laatste eigenaresse van Genhoes was. Daarna werd het kasteel achtereenvolgens bewoond door de families Huygen en Dankelman, de gebroeders Krijnen (die er een antiquairszaak dreven) en de kunstschilder William Halewijn.
Eigenaar van het kasteel is sinds 1955 de Vereniging Natuurmonumenten. De huidige bewoners zijn het kunstenaarsechtpaar Van Dijk, die met veel liefde het kasteel onderhouden. Ook is de historische tuinaanleg, waar vrijwel niets meer van over was, gedeeltelijk hersteld. In 2008 zijn in de kasteelboerderij appartementen gebouwd, waarbij ook archeologisch onderzoek is gedaan. Hierbij zijn sporen van oudere gebouwen gevonden, waarbij ook brandsporen aangetoond konden worden.

## Beschrijving

### Kasteel exterieur
Het kasteel zelf heeft een L-vormig grondplan, rondom een binnenplaats, die aan de onbebouwde zijden wordt afgeschermd door een mergelstenen muur. Het gebouw bestaat uit een 16e- of 17e-eeuwse westvleugel en een in de 18e eeuw aangebouwde dwarsvleugel. Het oudste deel van het kasteel is waarschijnlijk de zware hoektoren, die de twee vleugels verbindt. In zijn huidige vorm stamt de toren uit ca 1500, maar bouwhistorisch onderzoek heeft in 2006 aangetoond dat delen uit de 12e of 13e eeuw stammen. De toren heeft een achtkantig, aan de voet sterk geknikt dak, dat eindigt in een uivormige spits, waarop zich een windvaan met het jaartal 1620 bevindt. De oudste vleugel, met trapgevel, is grotendeels uit Limburgse mergel opgetrokken met verwerking van speklagen en heeft een zadeldak met onder de dakrand een fries met gotische boogjes. De jongere vleugel is van baksteen met hardstenen deur- en raamomlijstingen en een mansardedak. De hoofdingang van het kasteel bevindt zich in de 18e-eeuwse vleugel, waar zich een barokke ingangspartij bevindt.

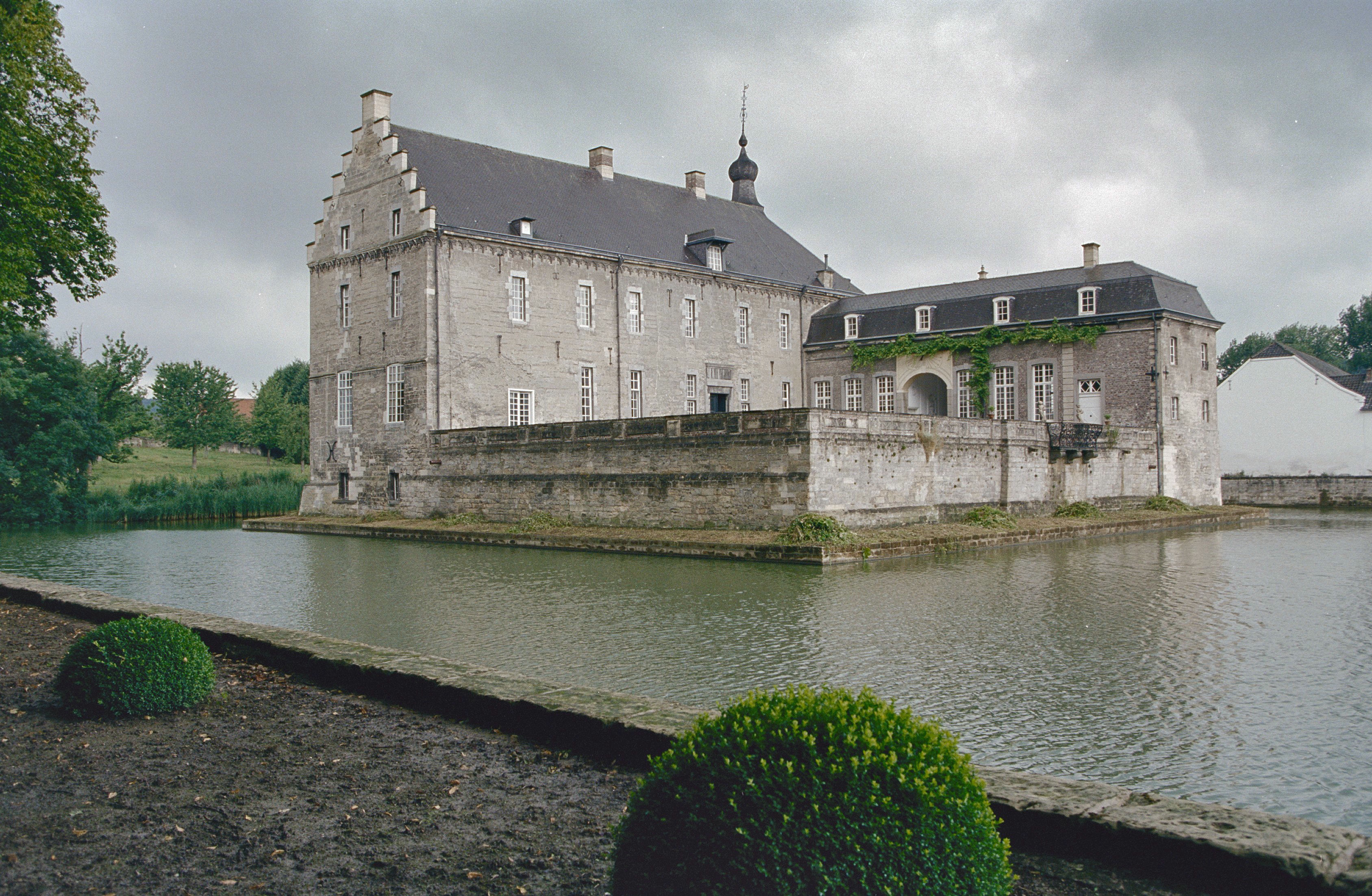
Overzicht kasteel
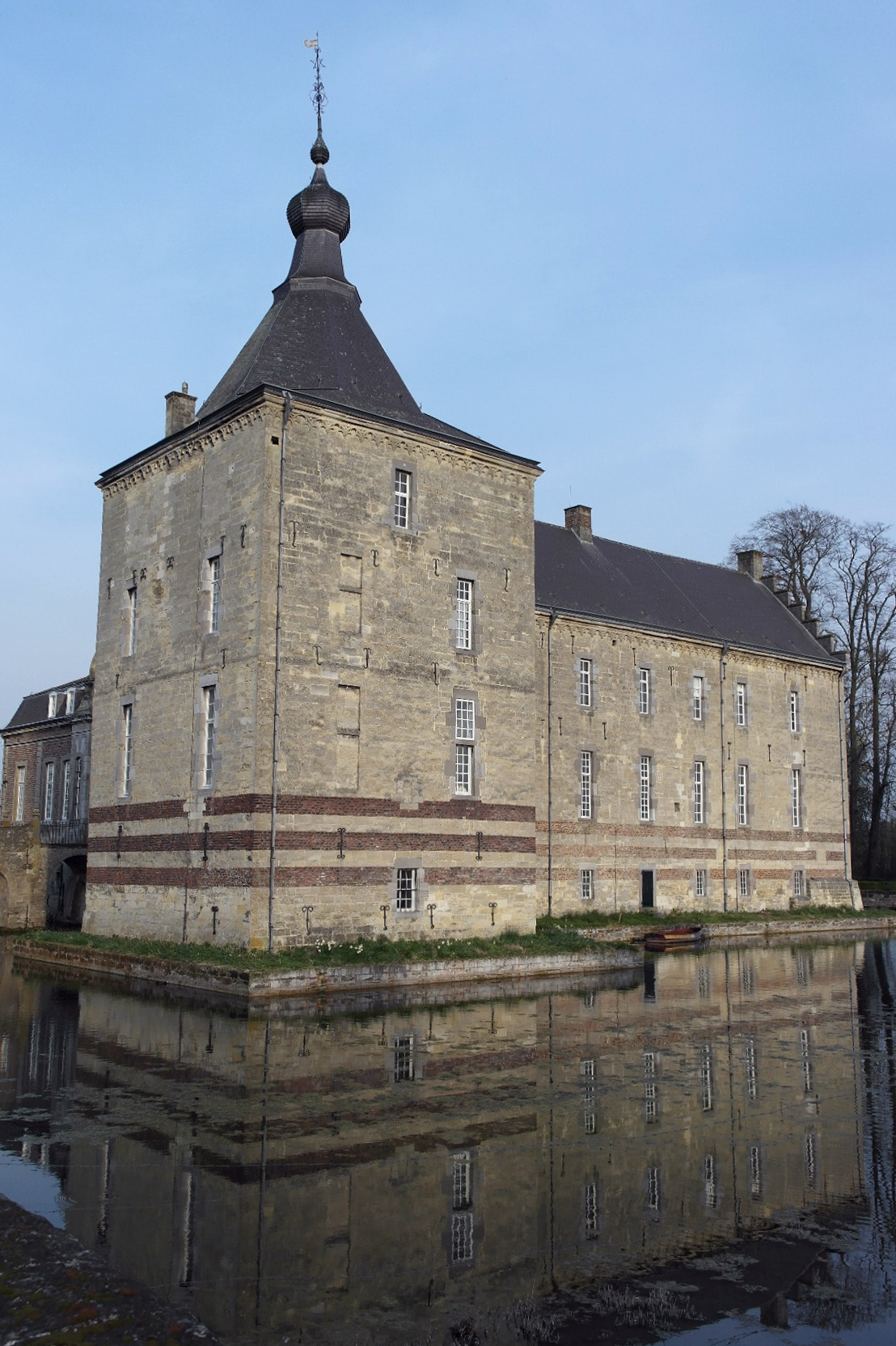
Toren en oudste vleugel
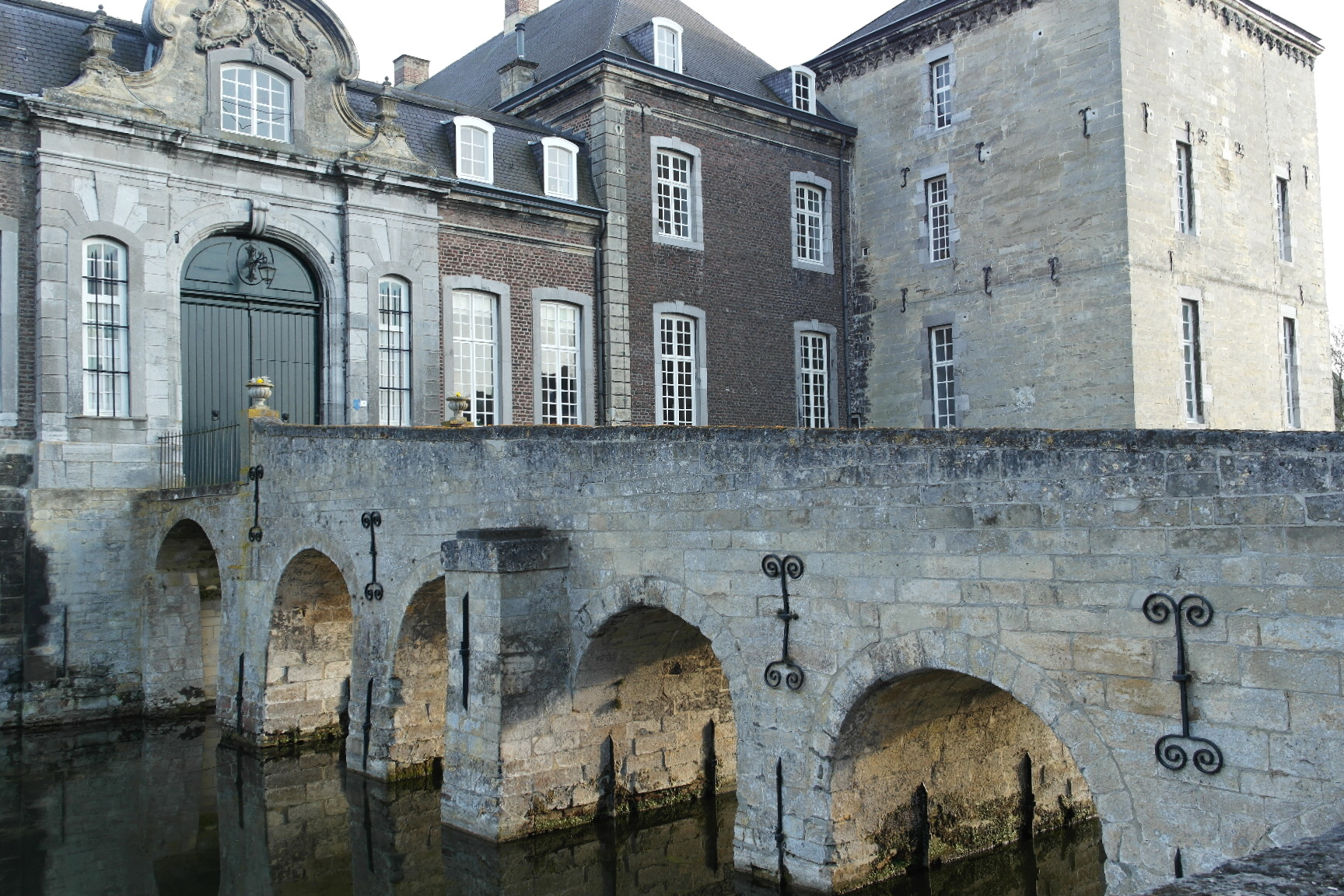
Brug en barokportaal
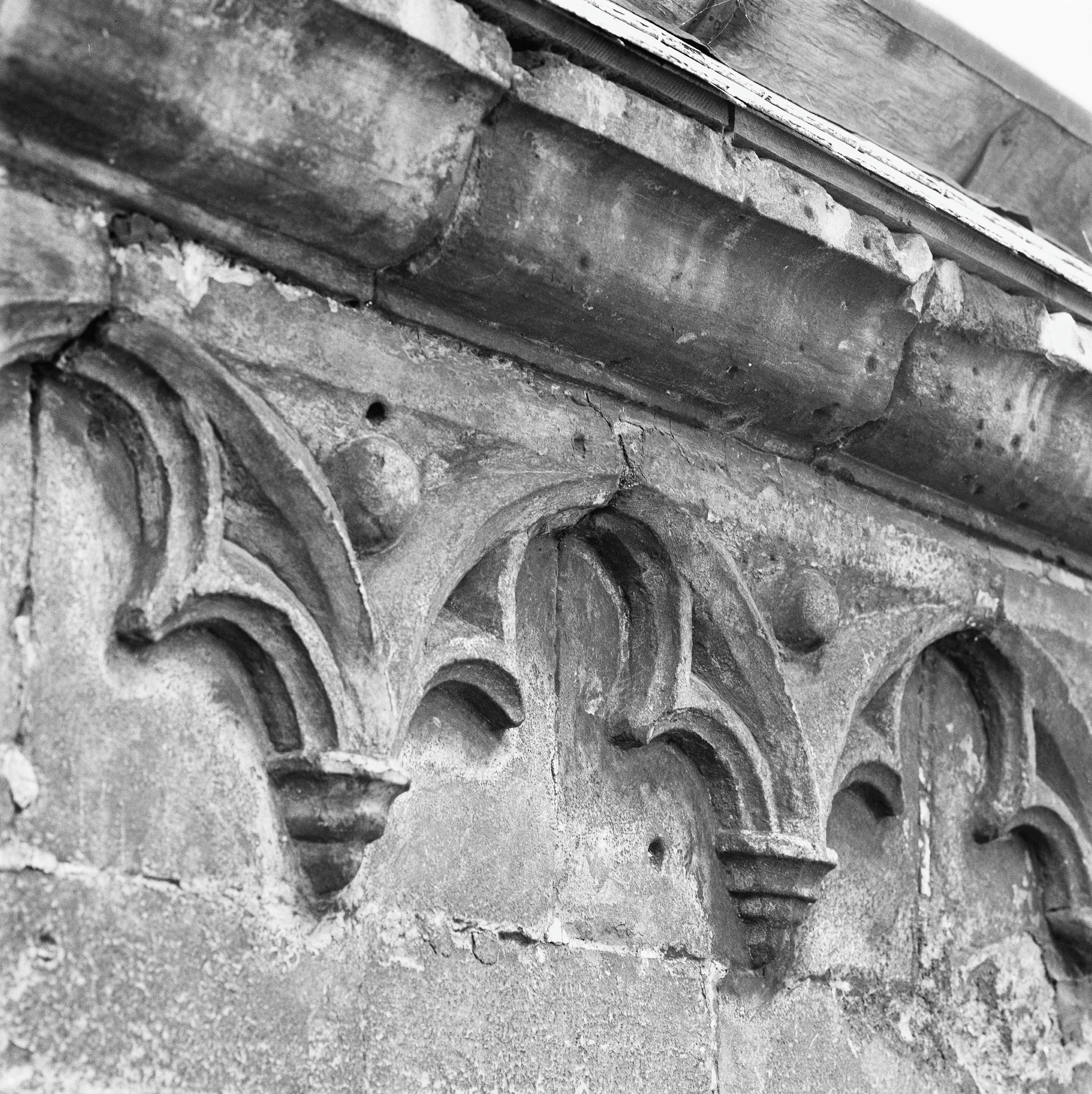
Detail boogfries

### Kasteel interieur
In het interieur bevinden zich diverse interessante architectuurelementen, zoals een balustertrap, stucplafonds, eikenhouten parketvloeren en zaalbetimmeringen, drie geschilderde supraporten en een schoorsteenmantel van bruingeaderd marmer in Lodewijk XV-stijl met een geschilderd schoorsteenstuk voorstellende Diana op jacht. In de kelders van het kasteel is nog een origineel cachot aanwezig.

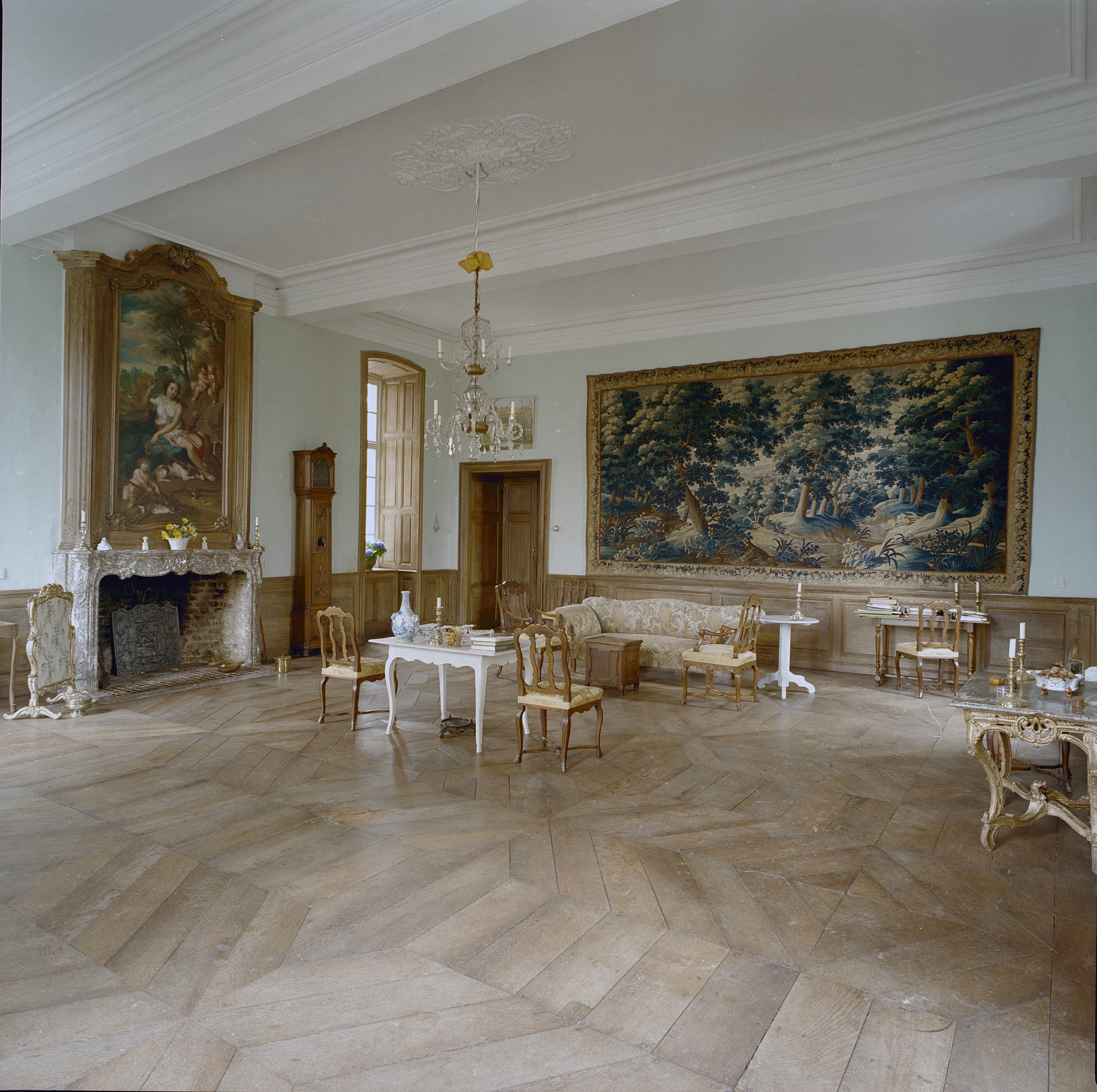
Zaalinterieur
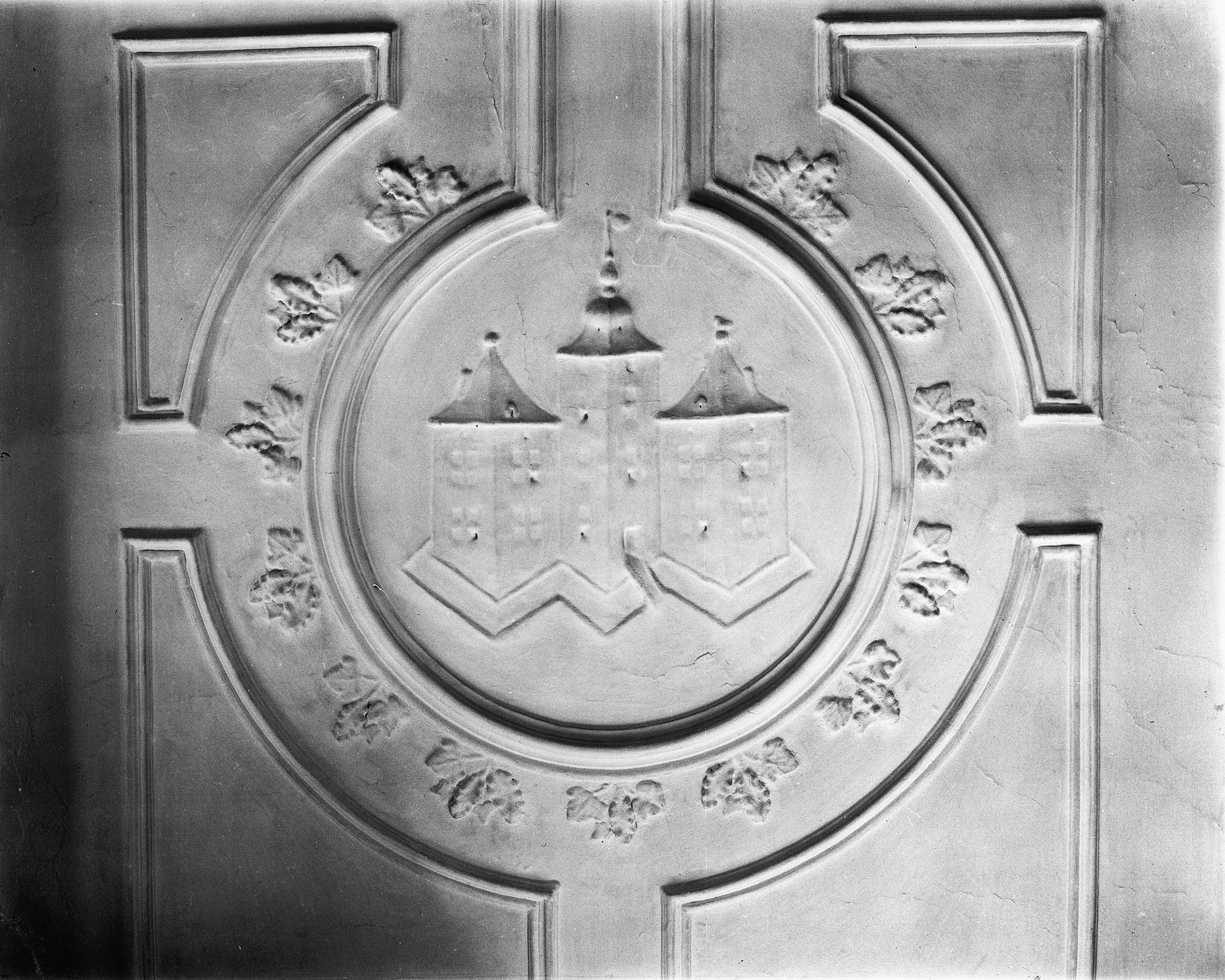
Stucwerkreliëf
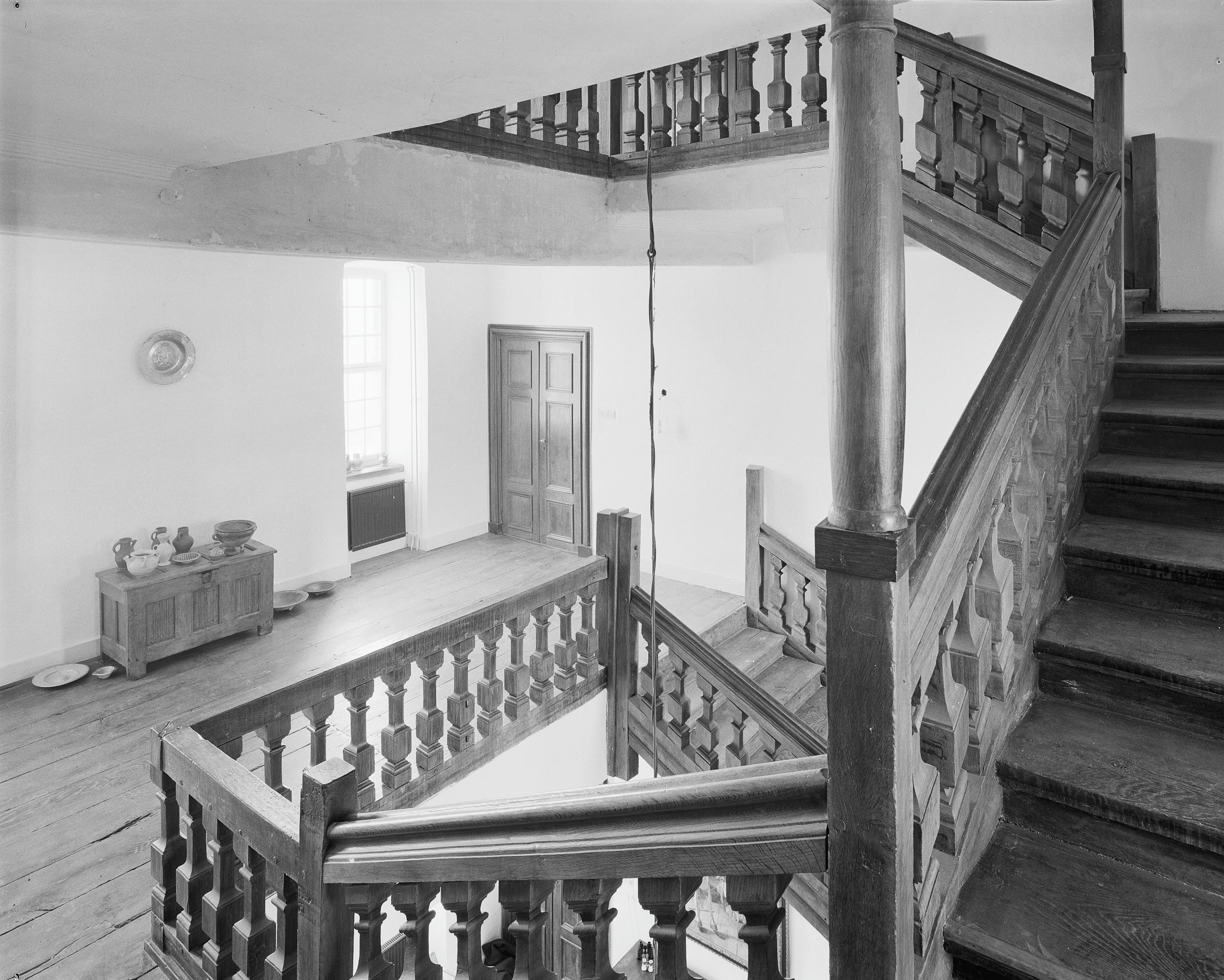
Trappenhuis
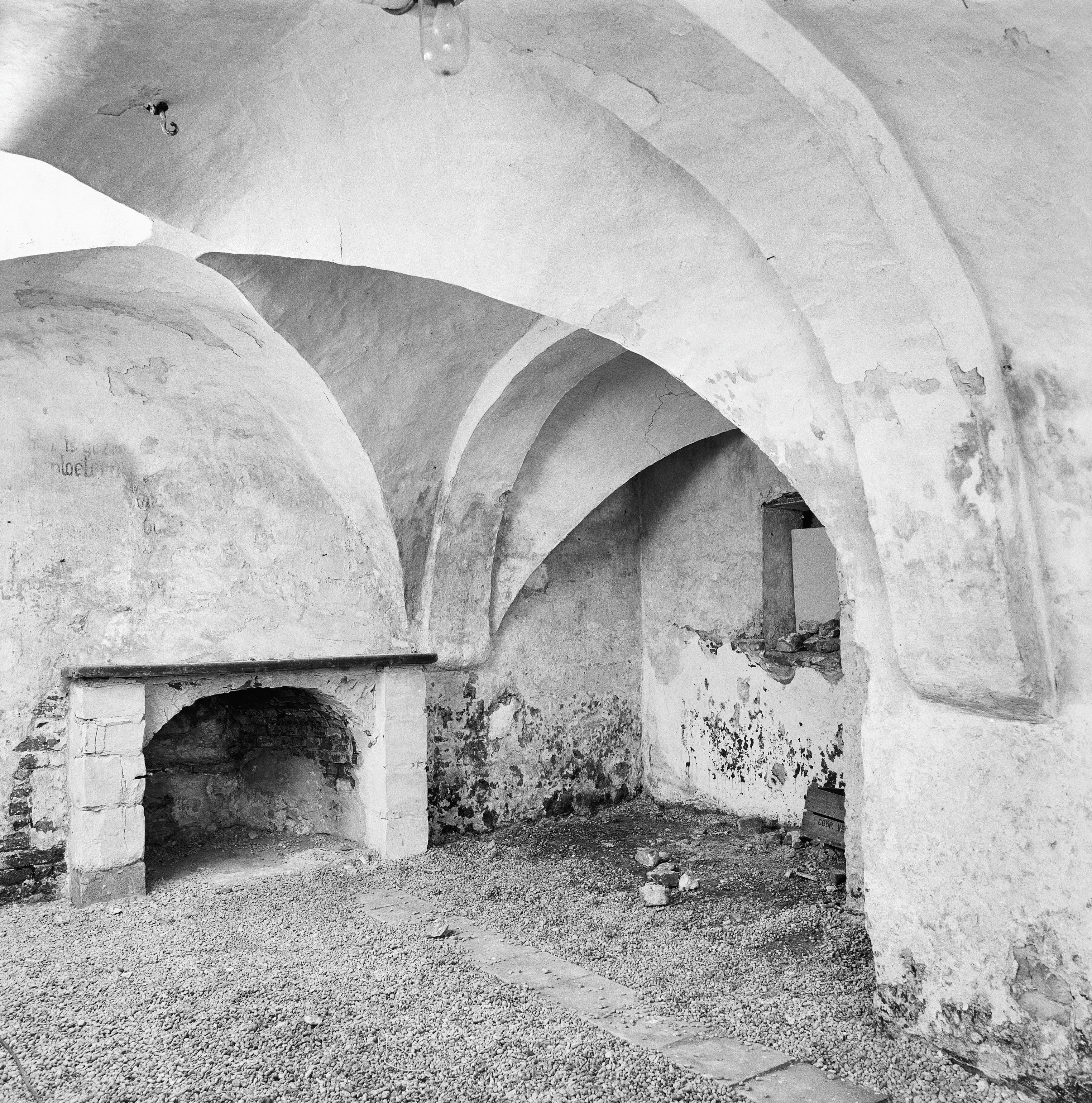
Kelder

### Tuin en landgoed
Kasteel Genhoes wordt aan de westzijde ontsloten door een korte oprijlaan, die met rijen lindebomen is beplant. Aan de noordzijde van het kasteel bevindt zich buiten de omgrachting een U-vormige kasteelhoeve uit de 18e eeuw. Naast de hoeve bevindt zich aan het einde van de oprijlaan een inrijpoort. Het kasteel is toegankelijk via een boogbrug, die uit de 16e eeuw dateert of wellicht nog ouder is. Het kasteel zelf is geheel omgracht (door de binnengracht); de kasteeltuin is deels omgracht (door de buitengracht). De parkaanleg tussen de beide grachten bevat elementen van de 18e-eeuwse, geometrisch aangelegde tuin, waarvan nog een rond bassin, de fundamenten van een ijskelder, een vijverpaviljoen (het eendenhuis) en enkele terracotta tuinbeelden resteren. Rond 1825 werd deze formele tuin uitgebreid met een Engelse landschapstuin, waarvan nog enkele monumentale bomen resteren, waaronder rode beuk, plataan, linde en eik in een wandelbosje ten zuiden van het kasteel. De langgerekte moestuin is omgeven door mergelstenen muren.

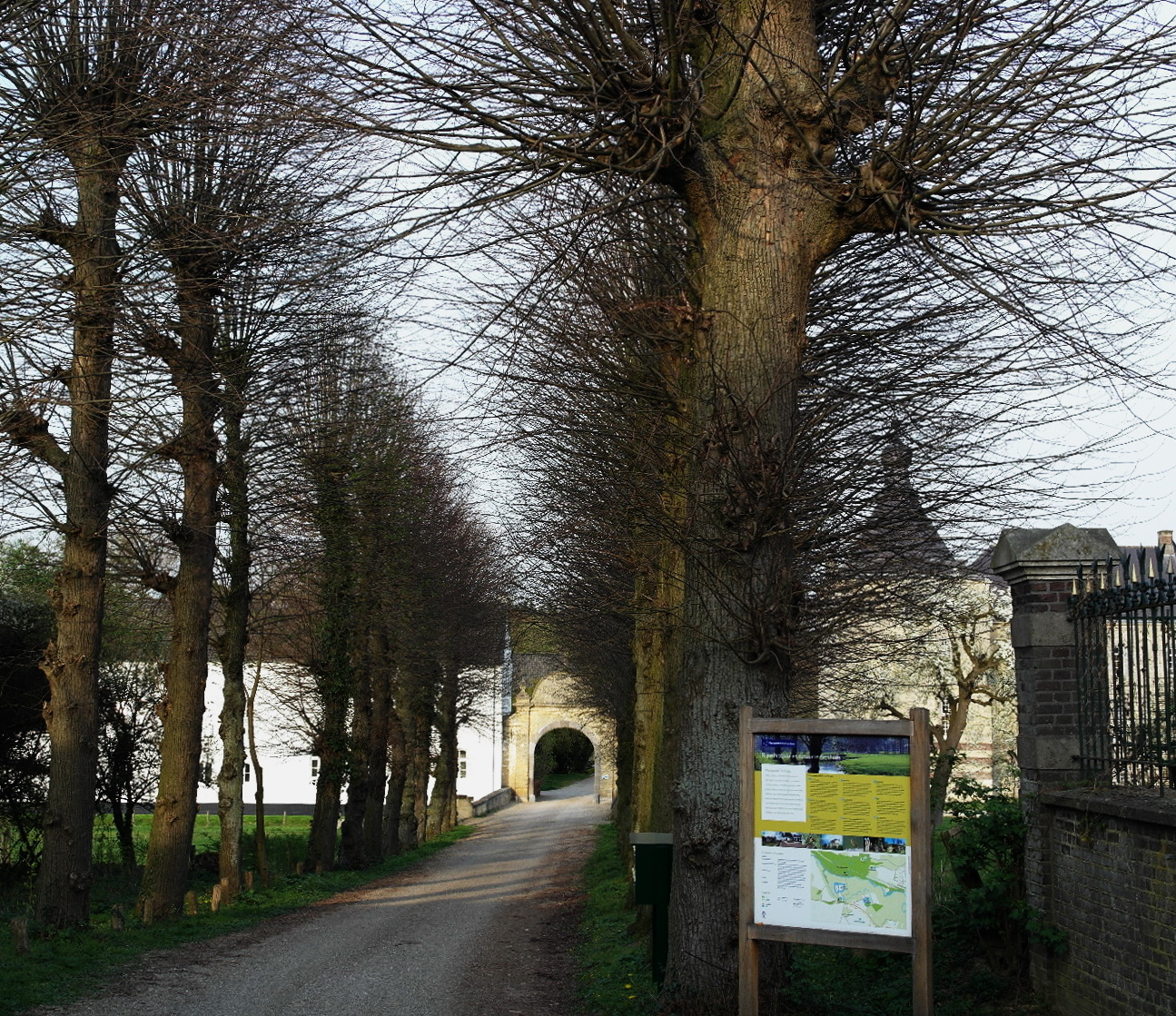
Oprijlaan met poort
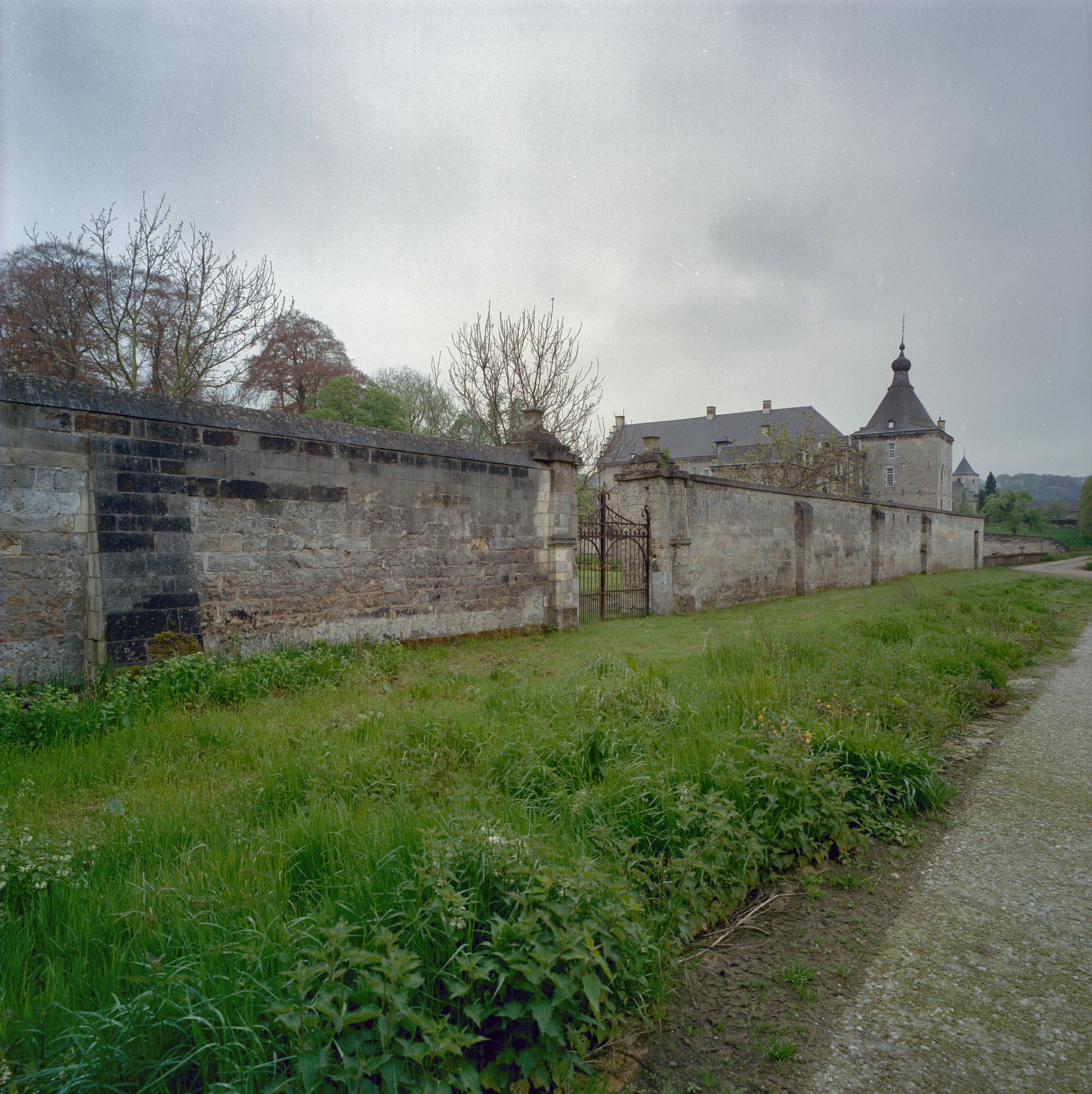
Domeinmuur
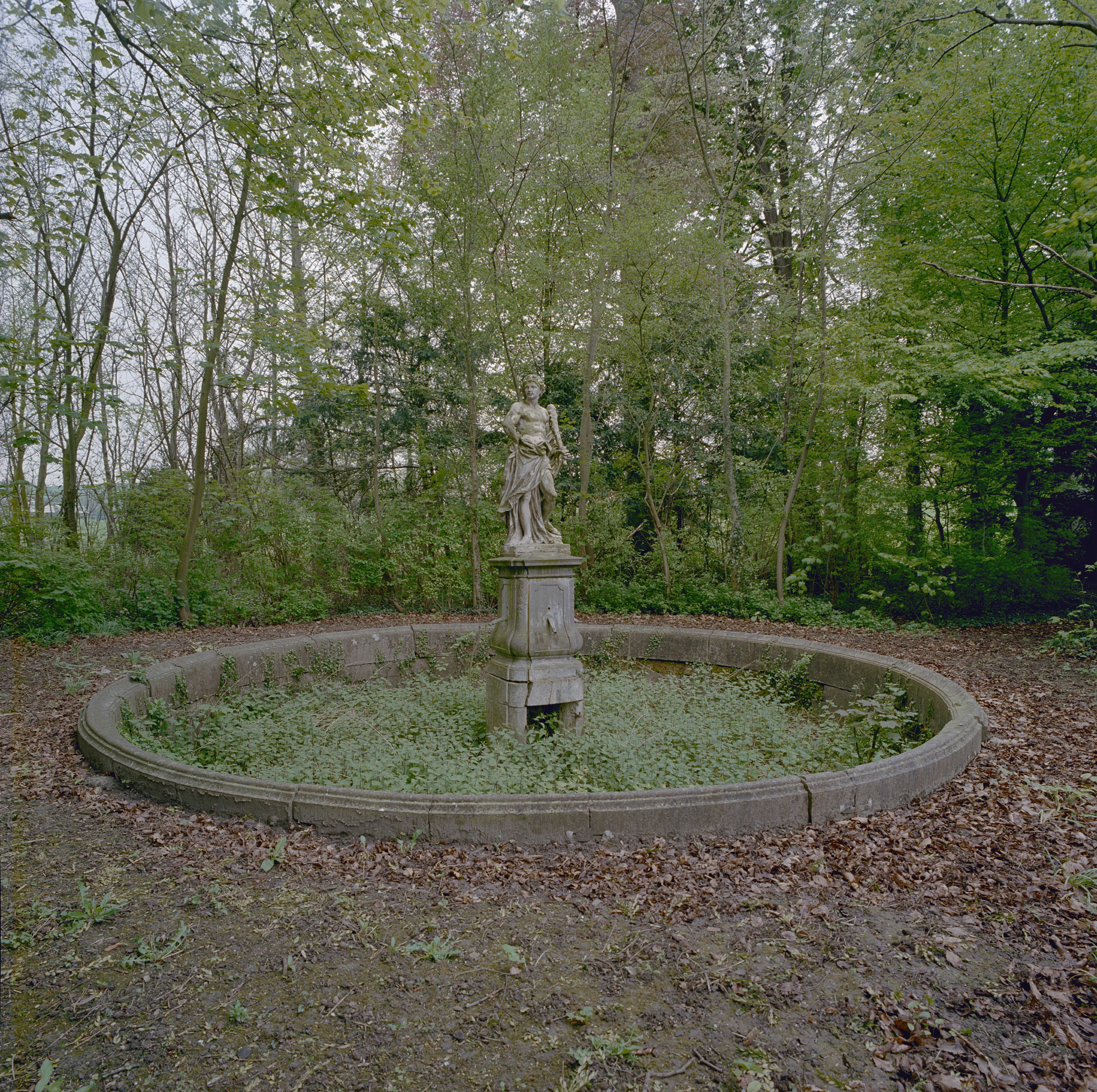
Historische tuinaanleg
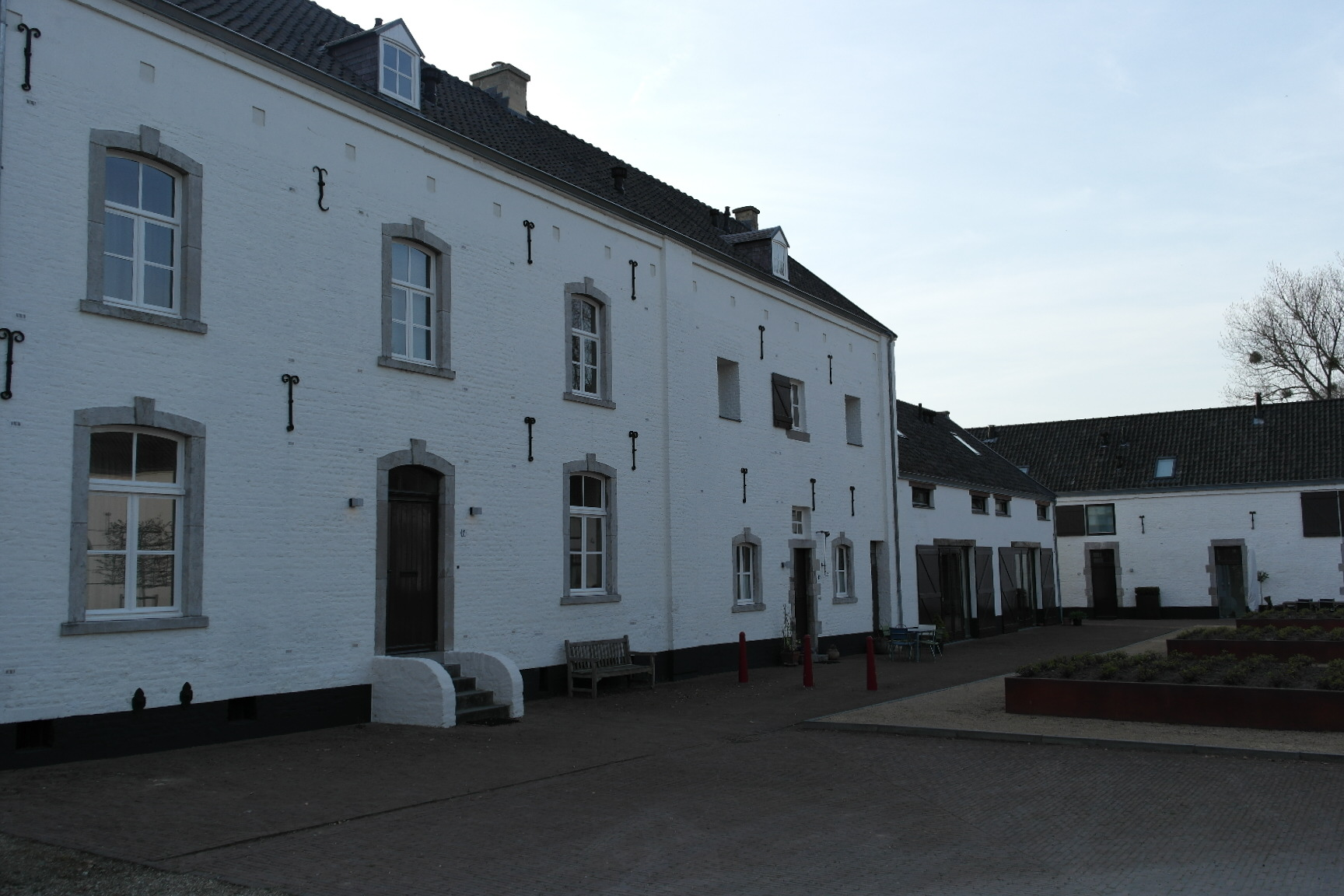
Kasteelhoeve

## Omgeving
In de directe nabijheid zijn een aantal andere belangrijke cultuurhistorische objecten te vinden: de Johannes de Doper kerk, het kasteel Schaloen en de Schaloensmolen, en, iets verderop, de Drie Beeldjes en de kluis op de Schaelsberg. De Groeve bij de Drie Beeldjes ligt achter het kasteel aan de Geul.
Aerwinkel · Kasteel Afferden · Aldt Huys · Aldenborgh · Kasteel Aldenghoor · Aldenhoven · Alte Burg · Kasteel Amstenrade · Slot Annendael · Kasteel Arcen · Baersdonck · Bakvliet · Baronsberg · Baxhof · Beegden ·  Benzenrade · Kasteel De Berckt · Kasteel Bethlehem · Beusdaelshof · Binsfeld · Huis Blankenberg · Kasteel Bleijenbeek · Blitterswijck · Boerlo · Bolberg · Bollenberg · Kasteel De Bongard · Borggraaf · Kasteel d'Erp · Kasteel Borggraaf · Kasteel Borgharen · Kasteel Born · Huis Bree · Breust · Kasteel Broekhuizen · Broekhuizen · Gracht Burggraaf · Kasteel De Burght · Kasteel Cartils · Cloppenburg (Oost-Maarland) · Kasteel Cortenbach · Huis De Dael · Dammerscheid · Kasteel De Bockenhof · De Donck (Sevenum) · De Donck (Swolgen) · De Dorth ·  Huis ten Dijcken · Kasteel Doenrade · De Doom · Douve · Douvenrade · De Dries · Kasteel Erenstein · Kasteel Eijsden · Eijsden · Einrade · Kasteel Elsloo · Ensenbroek · Eperhuis · Etzenraderhuuske · Exaten · Kasteel Eijckholt · Kasteel Eyckholt · Eys · Gastendonck · Kasteel Genbroek · Gebroken Slot · Kasteel Geijsteren · Kasteel Op Genhoes · Kasteel Genhoes · Genneperhuis · Kasteel Het Geudje · Kasteel Geulle · Kasteel Geusselt · Geijsteren · Gen Heck · Ghoor · Kasteel Goedenraad · Kasteel Grasbroek · Kasteel Groenendaal · Groethof · Groot Paarlo · Kasteel van Gronsveld · De Gun ·Kasteel Haeren · Kasteel Den Halder · Heerlaer · Heeze · Heijen · 's-Herenanstel · Kasteel Hillenraad · Kasteel Hoensbroek · Hoenshuis · Holstrate · Holtmühle · Huize Holtum · Kasteel Horn · De Horst · Huys ter Horst · Ten Hove (Grathem) · Ten Hove (Panningen) · Huis Brias · Huis Darth ·  Kasteel Hurpesch · Kasteel Sint-Jansgeleen · Kasteel Jerusalem · Kasteel Kaldenbroek · Den Kamp · Kasteel Karsveld · Kasteel Keverberg · Klein Paarlo · Klimmender Huuske · De Kolck · Koppelberg · Laar · Landsfort · Kasteel Lemiers · Kasteelruïne Lichtenberg · Kasteel Limbricht · Lonesteyn · Huize Lovendael · Mazenburg · Kasteel van Meerlo · Kasteel Meerssenhoven · Meezenbroek · Kasteel van Mheer · Middelaar · Kasteel Millen · Kasteel Montfort · Movert · Mulrode · De Munt · Château Neercanne · Kasteel Neubourg · Nienghoor · Huis Nierhoven · Kasteel Nieuwenbroeck · Nije Huys · Kasteel Nijenborgh · Kasteel Nijswiller · Nijthuysen · Kasteel Obbicht · Oedenrade · Kasteel Ooijen · Kasteel Oost (Valkenburg) · Kasteel Oost (Oost-Maarland) · Kasteel Ouborg · Overen · Kasteel Passarts-Nieuwenhagen · Prickenis · Prinsenhof · Puth · De Putting · Raath · De Raay · Ravenhof · Kasteel Reijmersbeek · Kasteel van Rijckholt · Kasteel Rivieren · Rodenbroek · Rosendaal · Kasteel Schaesberg · Kasteel Schaloen · Te Scharen · Schenkenburg · Kasteel Scheres · De Spijker (Geijsteren) · De Spijker (Leeuwen) · Huis Severen · Sibberhuuske · Château St. Gerlach · Spraland · Huis De Spyker · Huize Stalberg · Stalberg (Wellerlooi) · De Steeg · Kasteel Stein · Steinhagen · Steenen Huis · Stoel van Swentibold · Strijthagen (Landgraaf) · Strijthagen (Welten) · Struyver · Kasteel Terborgh · Terlinden (Wijnandsrade) · Terveurdt · Ter Weyer · Kasteel Ter Worm · De Tombe · Huis De Torentjes · Triest · Trippaert · Kasteel Vaalsbroek · Kasteel Vaeshartelt · Valkenburg · Vliek · De Vroenhof · Vrijburg · Kasteel Wambach · Warenberg · Well · Weyershof ·  Wijlre · Kasteel Wijnandsrade · Wijnandsrade · Wijnantshof · Wissegracht · Huize Witham · Kasteel Wittem · Wolfrath · Wylre